# 舊德里

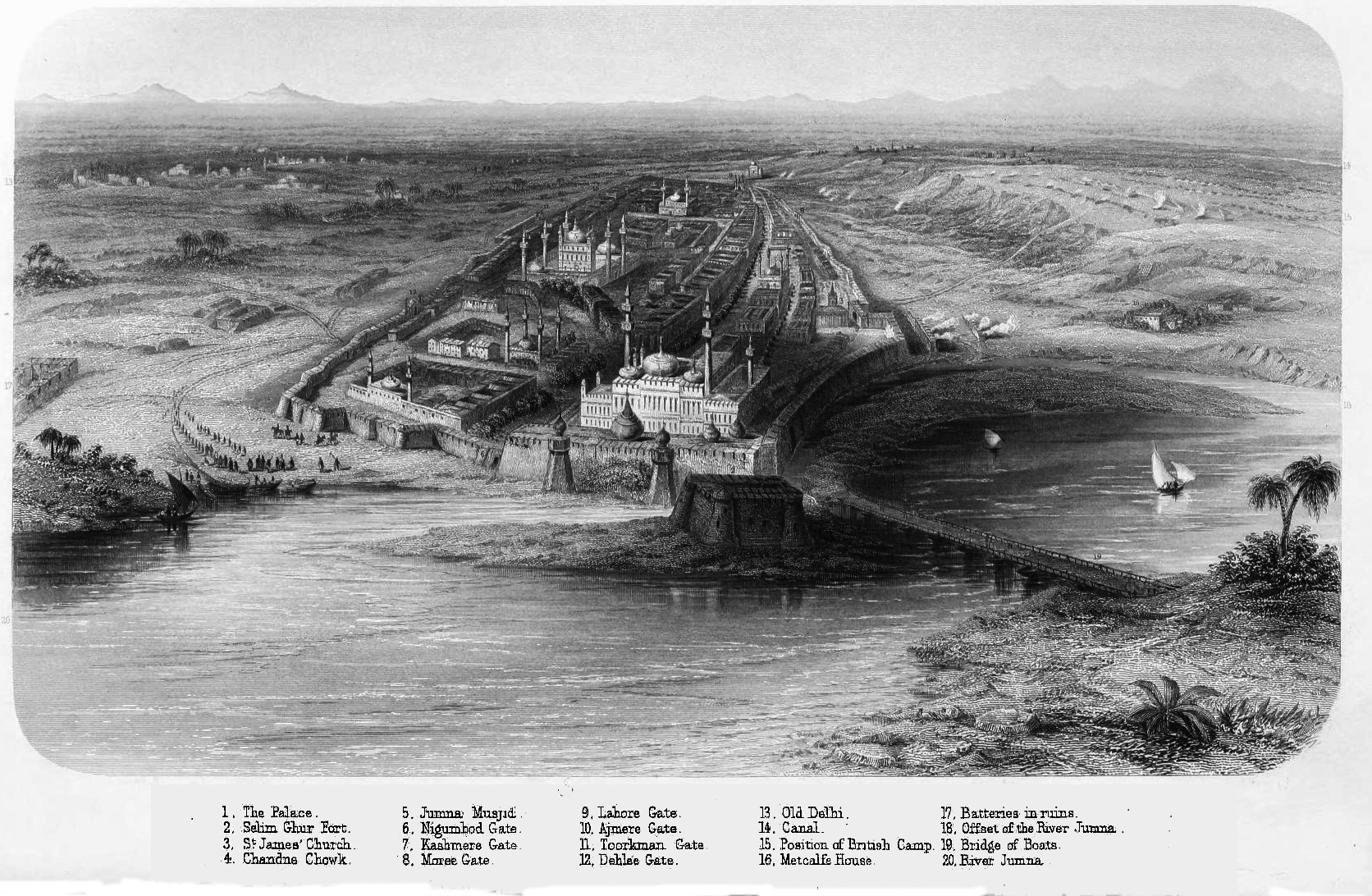
1857年的旧德里

旧德里（Old Delhi、Purani Dilli）是印度德里的一片旧城区，1639年由沙贾汗建立时叫做沙賈汗納巴德（Shahjahanabad） ，取代阿格拉成为了印度的新都。城市建造在1648年完成，直到1857年莫卧儿帝国覆灭为止一直是帝国的首都，王公贵族云集。
拥挤的旧德里已经不复昔日的荣光，但大量的市集（如月光集市）和保存完好的伊斯兰建筑仍使得它成为了德里的中心。它由北德里市法團（North Delhi Municipal Corporation）管辖。